# Internationaal filmfestival van Amiens
Het Internationaal filmfestival van Amiens of Festival international du film d'Amiens is een jaarlijks filmfestival van bioscoopfilms.
Het filmfestival wordt sinds 1980 gehouden in Amiens in Frankrijk en toont films uit Europa, Azië en Latijns-Amerika. Het festival is verspreid over tien zalen in  bioscopen.